# Morti nel 1023
| Questa pagina contiene informazioni ricavate automaticamente dalle voci biografiche con l'ausilio del template Bio e di un bot. L'aggiornamento è periodico e automatico e ricostruisce completamente la pagina. Se manca una persona in questa lista, sei pregato di non aggiungerla, ma accertati piuttosto che la sua voce biografica contenga il template Bio e che i dati anagrafici siano correttamente compilati. Se il template Bio manca, inseriscilo tu stesso o, in alternativa, metti l'avviso {{tmp\|Bio}} che ne segnala la mancanza. Se i dati riportati sono sbagliati, correggi direttamente la voce biografica; le modifiche saranno visibili in questa lista entro pochi giorni. Per chiarimenti vedi il progetto biografie. La lista contiene solo le 8 persone che sono citate nell'enciclopedia e per le quali è stato implementato correttamente il template Bio. Pagina aggiornata al 19 ott 2024. |

- 5 febbraio - Sitt al-Mulk (n. 970)
- 28 maggio - Wulfstan II, arcivescovo di York, vescovo e letterato inglese
- 26 settembre - Goffredo II della Bassa Lorena, nobile
- 29 ottobre - Stefano Minicillo, vescovo e santo italiano (n. 935)
- 5 dicembre - Hartwig di Salisburgo, arcivescovo cattolico tedesco
- Oda di Haldensleben, nobile tedesca
- Llywelyn ap Seisyll, re gallese
- Abu Hayyan al-Tawhidi, letterato arabo